# Comté de San Benito
Pour les articles homonymes, voir San Benito.
Le comté de San Benito (en anglais : San Benito County) est un comté américain de l'État de Californie. Au recensement des États-Unis de 2020, il compte 64 209 habitants. Le siège de comté est Hollister.

## Histoire
Le comté est fondé en 1874 à partir d'un territoire détaché du comté de Monterey. La rivière San Benito, qui le donne son nom, inspire également le nom de la Bénitoïte, pierre gemme utilisée en joaillerie.

## Géographie

### Situation
| Comté de Santa Cruz | Comté de Santa Clara | Comté de Merced |
|                     | comté de San Benito  | Comté de Fresno |
| Comté de Monterey   |                      |                 |

### Localités
Selon le Bureau du recensement des États-Unis, le comté a une superficie de 3 600 km². Il compte deux villes (Hollister et San Juan Bautista) et trois census-designated places : Aromas (à cheval sur le comté de Monterey), Ridgemark et Tres Pinos.

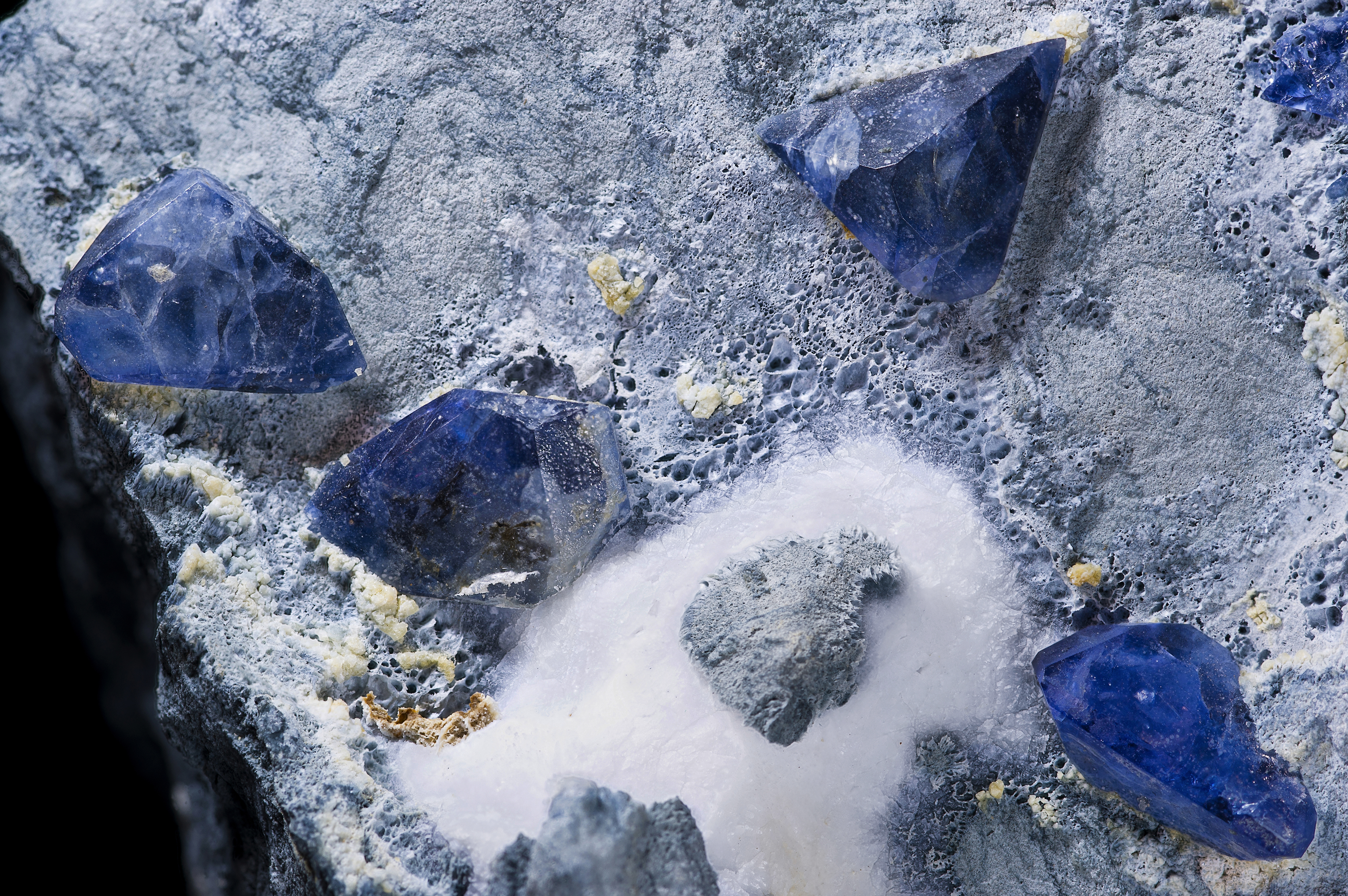
Bénitoïte de San Benito Co.
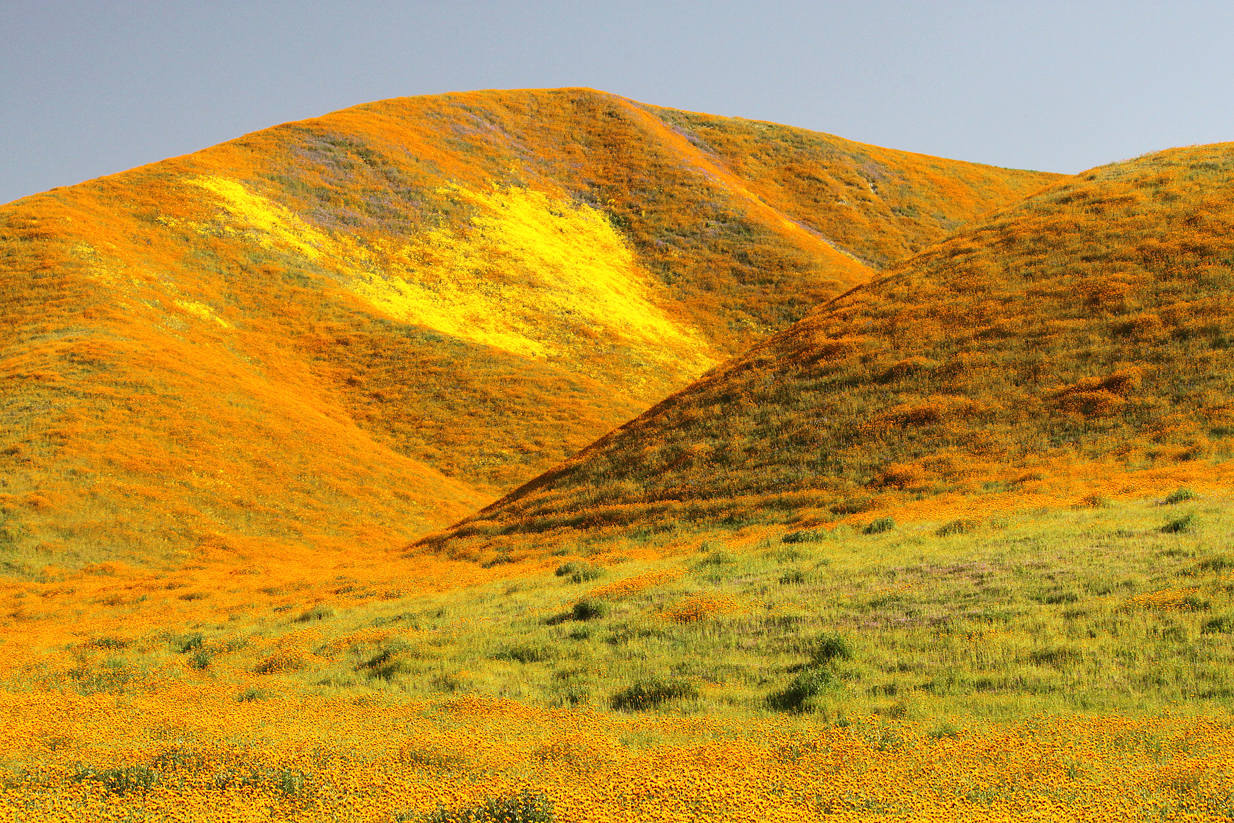
Vallée de Bitterwater.
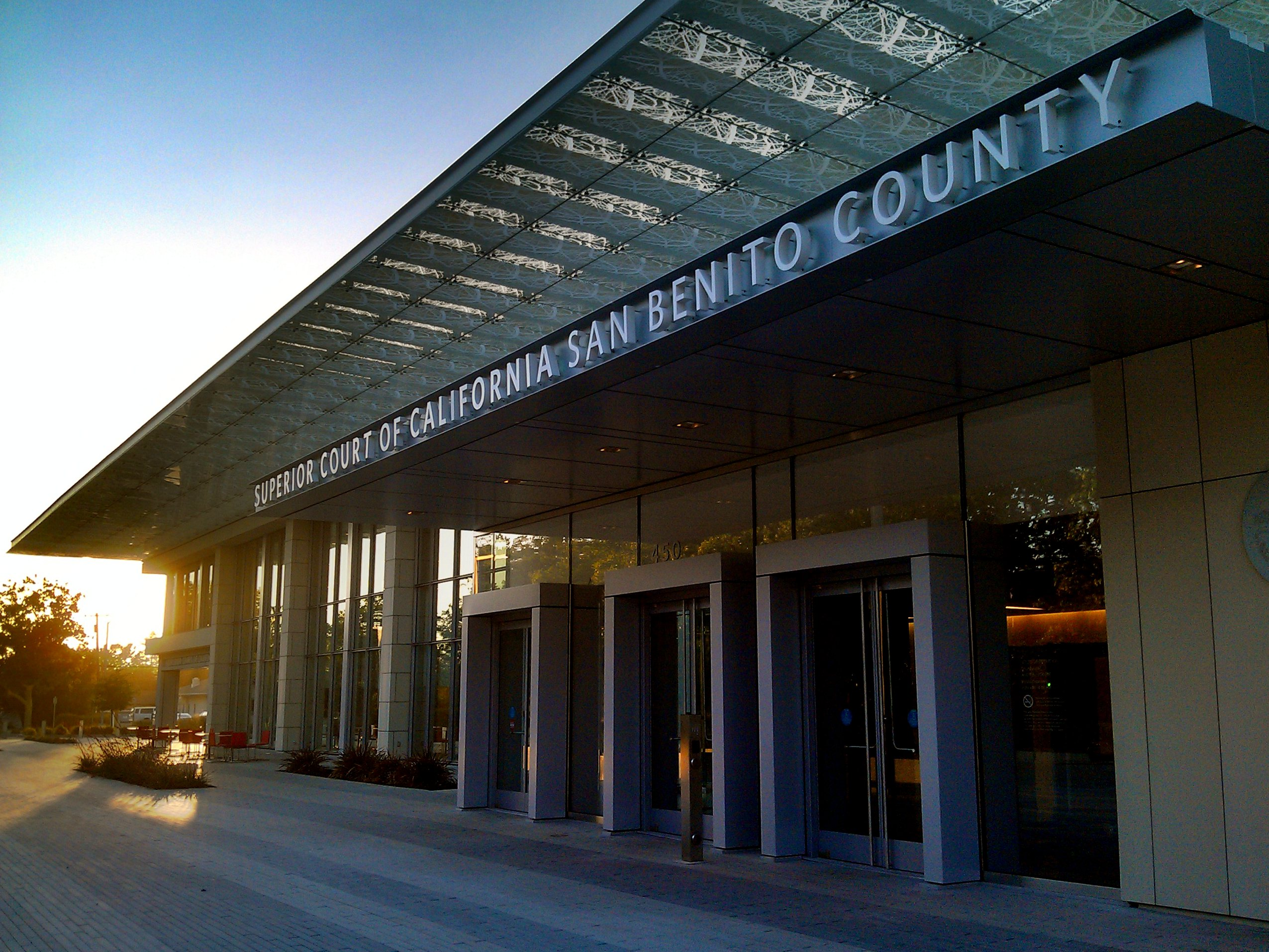
Cour supérieure de Californie à Hollister, siège de comté.
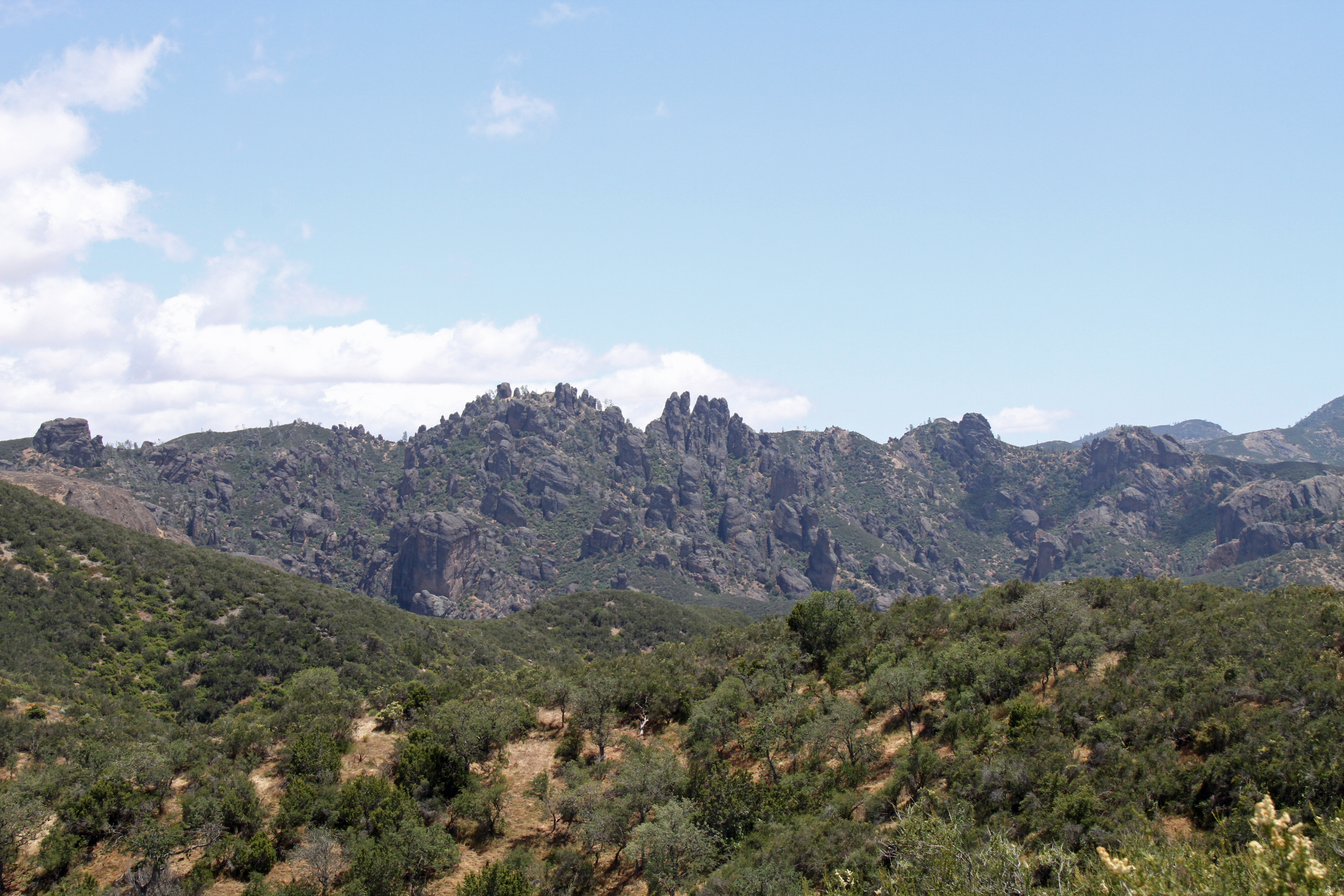
Parc national des Pinnacles.
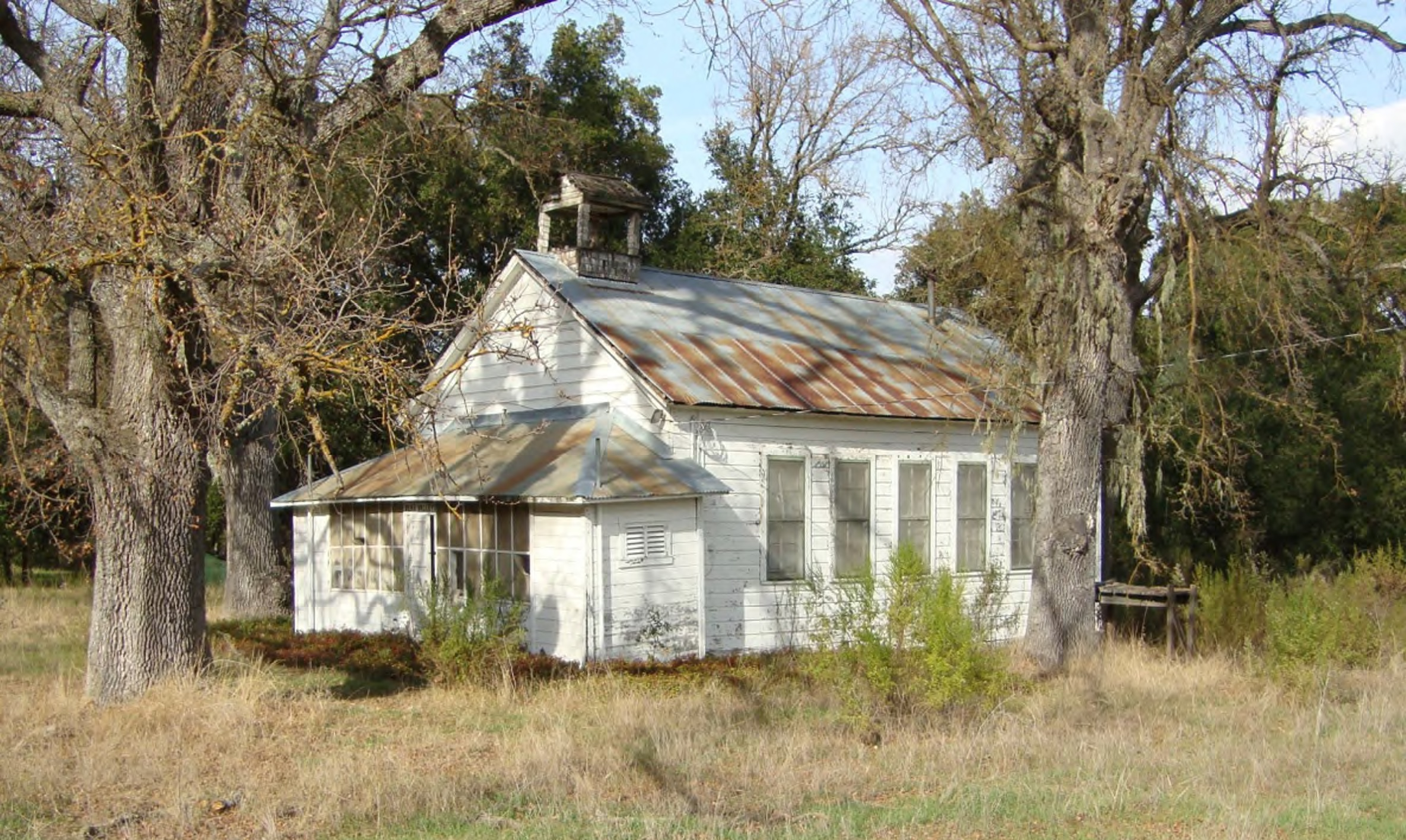
Bear Valley School, école inscrite au Registre national des lieux historiques .

## Démographie
Le Bureau du recensement des États-Unis estime qu'en 2006 le comté a une population de 55 842 habitants. 29,9 % de la population a alors moins de 18 ans et 8,4 % 65 ans et plus.
Les déclarations d'appartenance à une race font apparaître 91,1 % de blancs, 1,5 % d'Amérindiens, 1,3 % d'Afro-Américains et 3,4 % d'Asiatiques. Par ailleurs et indépendamment des déclarations d'appartenance à une race, 51,9 % de la population est latino.
| 1880  | 1890  | 1900  | 1910  | 1920  | 1930   |
| ----- | ----- | ----- | ----- | ----- | ------ |
| 5 584 | 6 412 | 6 633 | 8 041 | 8 995 | 11 311 |

| 1940   | 1950   | 1960   | 1970   | 1980   | 1990   |
| ------ | ------ | ------ | ------ | ------ | ------ |
| 11 392 | 14 370 | 15 396 | 18 226 | 25 005 | 36 697 |

| 2000   | 2010   | 2020   | - | - | - |
| ------ | ------ | ------ | - | - | - |
| 53 234 | 55 269 | 64 209 | - | - | - |